# Chlorodesmis
Chlorodesmis es un género de algas, perteneciente a la familia Udoteaceae.

## Especies deChlorodesmis
- Chlorodesmis baculifera
- Chlorodesmis caespitosa
- Chlorodesmis dotyi
- Chlorodesmis fastigiata
- Chlorodesmis haterumana
- Chlorodesmis hildebrandtii
- Chlorodesmis major
- Chlorodesmis mexicana
- Chlorodesmis papenfussii
- Chlorodesmis sinensis